# 国务院直属口五七干校旧址
国务院直属口五七干校旧址，位于宁夏回族自治区石嘴山市大武口区隆湖一站村，是中华人民共和国宁夏回族自治区文物保护单位之一。
2010年12月6日，授予宁夏回族自治区文物保护单位，是一座近现代重要史迹及代表性建筑。